# Wydział Zarządzania Uniwersytetu w Białymstoku
Wydział Zarządzania Uniwersytetu w Białymstoku – jeden z piętnastu wydziałów Uniwersytetu w Białymstoku. 

## Historia
Instytut Zarządzania powstał w 2019 roku, wskutek podzielenia Wydziału Ekonomii i Zarządzania na Wydział Ekonomii i Finansów oraz wspomniany Instytut. Od roku akademickiego 2023/2024, Instytut funkcjonuje jako Wydział.

## Kierunki kształcenia
Dostępne kierunki:
- Zarządzanie (studia I i II stopnia)

## Władze Wydziału
W kadencji 2024–2028:
| Stanowisko                     | Imię i nazwisko         |
| ------------------------------ | ----------------------- |
| Dziekan                        | dr hab. Bogusław Plawgo |
| Prodziekan ds. rozwoju i badań | dr Mariusz Citkowski    |
| Prodziekan ds. studenckich     | dr Monika Garwolińska   |

## Struktura organizacyjna
| Zakład                            | Kierownik                          |
| --------------------------------- | ---------------------------------- |
| Zakład Zarządzania Operacyjnego   | dr hab. Urszula Gołaszewska-Kaczan |
| Zakład Zarządzania Strategicznego | dr hab. Bogusław Plawgo            |